# Sonique
Sonique, pseudonimo di Sonia Clarke (Crouch End, 21 giugno 1965), è una cantante e disc jockey britannica.
È ben nota per la sua carriera di successo nella musica dance. Ha cantato in due singoli degli S'Express, ha vinto nel 2001 un BRIT Awards come miglior artista solista femminile britannica.

## Biografia

### Infanzia
Clarke è nata nel Crouch End da genitori originari di Trinidad e Tobago. Si è appassionata alla musica, ascoltando la raccolta di dischi R&B della madre. Il primo album che comprò fu quello di Donna Summer, in cui vi era la canzone I Feel Love. Quando Sonia Clarke aveva 16 anni, sua madre si risposò e decise di ritornare a Trinidad ma lei non volle seguirla e rimase in Inghilterra.

### Carriera musicale
All'età di 17 anni è stata incoraggiata da un suo coetaneo a provare la carriera di cantante. Sonique ha fondato una band raggae dal nome Fari scrivendo personalmente alcune delle canzoni. Scioltosi il gruppo, Sonique ha cercato di ottenere un contratto discografico. Nel 1985 ha inciso il primo singolo Let Me Hold You pubblicato da Cooltempo. La canzone ha avuto successo, entrando nella Top 40 del Uk Dance Chart.
Nel 1990 è stata accreditata della traccia "Zombie Mantra dell'album, Set The Controls for the Heart of the bass, nel progetto di William Orbit chiamato Bass-O-Matic. Poco dopo ha collaborato con il Dj Mark Moore in S'Express. Il duo-dance è entrato subito nel UK Single Chart con singoli come Nothing to Lose.
Anche dopo lo scioglimento del gruppo ha mantenuto l'amicizia con Mark Moore.

### Carriera da DJ
Per tre anni ha accompagnato sia Mark Moore che il suo amico d'infanzia Judge Jules ai loro concerti per poi firmare un contratto con la Serious Records con la quale ha realizzato il singolo I Put A Spell On You, prodotto da Chris Allen e dall'ex-tastierista dei Wang Chung, Graeme Pleeth. Ha lavorato come DJ al Club Manumission di Ibiza tra il 1997 e il 1999.
Nel 1998 è stata contattata dai promotor dell'etichetta britannica Fantazia per mixare uno dei loro dischi sull'album British Anthems Summertime, divenuto subito disco d'oro nel Regno Unito. Sonique ha realizzato poi l'album Hear My Cry nel 1998, e quando questo è stato ripubblicato nel 2000, It Feels So Good è entrato a maggio nelle classifiche inglesi al 1º posto restandovi per 3 settimane consecutive. Dopo 14 settimane nella Top 40 è diventato il terzo singolo più venduto nel Regno Unito nel 2000. L'anno successivo, dopo il successo di It feels so good, si è confermata con Sky (nota in Italia perché sfruttata da Omnitel Vodafone per alcuni spot del 2001), decidendo di ritirarsi dalla carriera di Dj per dedicarsi maggiormente a quella di cantante. Dopo aver terminato l'album Born to be free è tornata però alla professione di Dj, anche se solamente in alcune occasioni speciali.

### On Kosmo
Nel 2004, Sonique ha dichiarato di attendere a un nuovo album chiamato On Kosmo. Il primo singolo estratto dall'album, Another World, ha raggiunto il 57º posto in Germania nel 2004. Why pubblicato nella primavera del 2005, si è piazzato però soltanto al 90º posto.
Alone era stato scelto come terzo singolo per il lancio dell'album, ma essendo questo stato posticipato al febbraio 2006, il singolo è stato annullato. Dopo l'annuncio della nuova data di pubblicazione dell'album (29 settembre 2006), la traccia Sleezy è stata scelta come unico singolo da lanciare, ma dopo un secondo posticipo anche questo singolo è stato annullato. Quando finalmente On Kosmo è stato immeso sul mercato, il 13 novembre 2006, non ha riscosso molto successo nel Regno Unito, anche se Sonique è stata invitata al World Music Awards 2006 in Inghilterra.

### 2007 - oggi
Nel 2007 dopo aver pubblicato l'ultimo album, ha annunciato il seguito del tour europeo nonostante il flop dell'album On Kosmo. Ha quindi iniziato a lavorare ad un nuovo progetto senza però riuscire a realizzare un album intero, per la qual cosa ha dovuto procrastinare l'uscita del nuovo album per l'estate del 2009. Il 5 ottobre 2008, è stata annunciata l'uscita dell'album Better Than That. Nel frattempo Sonique ha preso a collaborare con altri produttori tra cui Paul Morrell, con il quale ha realizzato una nuova traccia dal titolo Only You sempre per l'album del 2009. Paul Morrell aveva nel frattempo remixato It Feels So Good.
Nel 2009 le è stato diagnosticato un cancro al seno, per il quale si è sottoposta ad intervento chirurgico presso una clinica di Londra. Dopo l'operazione ha fatto per 5 mesi chemioterapia. Ristabilitasi totalmente, nel 2010 è apparsa in una copertina della canzone di Cyndi Lauper Girls Just Want to Have Fun, fatta per raccogliere fondi per l'associazione benefica britannica Cancer Research UK.
Il 23 ottobre 2009 viene ufficialmente pubblicato il nuovo singolo World of Change, ed il video è stato pubblicato nel suo canale ufficiale di YouTube.

## Discografia

### Album
| Anno | Album                                                                | UK  | US | AUS |
| ---- | -------------------------------------------------------------------- | --- | -- | --- |
| 1998 | Fantazia British Anthems... Summertime (mixed by Sonique)            | —   | —  | —   |
| 2000 | Serious Sounds of Sonique - In the Mix & on the Mic (live recording) | —   | —  | —   |
| 2000 | Hear My Cry                                                          | 6   | 67 | 50  |
| 2003 | Born to Be Free                                                      | 184 | —  | —   |
| 2006 | On Kosmo                                                             | —   | —  | —   |
| 2011 | Sweet Vibrations                                                     | —   | —  | —   |

### Singoli
| Anno | Titolo                                              | Classifica | Classifica | Classifica | Classifica | Classifica | Classifica | Classifica | Classifica | Classifica | Classifica | Classifica | Album            |
| Anno | Titolo                                              | UK         | U.S.       | U.S. Dance | CAN        | IRE        | AUS        | NZ         | GER        | SWE        | SWI        | AUT        | Album            |
| ---- | --------------------------------------------------- | ---------- | ---------- | ---------- | ---------- | ---------- | ---------- | ---------- | ---------- | ---------- | ---------- | ---------- | ---------------- |
| 1985 | Let Me Hold You                                     | —          | —          | —          | —          | —          | —          | —          | —          | —          | —          | —          | singolo          |
| 1990 | Nothing to Lose (Parte degli S'Express)             | 32         | —          | 9          | —          | —          | —          | —          | —          | —          | —          | —          | Intercourse      |
| 1991 | Find'em, Fool'em, Forget'em (Parte degli S'Express) | 43         | —          | —          | —          | —          | —          | —          | —          | —          | —          | —          | Intercourse      |
| 1998 | I Put a Spell on You (Originale)                    | 36         | —          | —          | —          | —          | —          | —          | —          | —          | —          | —          | Hear My Cry      |
| 1998 | It Feels So Good (Originale)                        | 24         | —          | —          | —          | —          | —          | —          | —          | —          | —          | —          | Hear My Cry      |
| 2000 | It Feels So Good (Ripubblicato)                     | 1          | 8          | 1          | 1          | 2          | 21         | 7          | 2          | 3          | 2          | 2          | Hear My Cry      |
| 2000 | Sky                                                 | 2          | —          | 10         | 7          | 10         | 18         | 48         | 11         | 13         | 18         | 8          | Hear My Cry      |
| 2001 | I Put a Spell on You (Ripubblicato)                 | 8          | —          | —          | 28         | 18         | —          | —          | 70         | 28         | 44         | —          | Hear My Cry      |
| 2003 | Can't Make Up My Mind                               | 17         | —          | —          | —          | —          | —          | —          | —          | —          | —          | —          | Born to Be Free  |
| 2003 | Alive"                                              | 70         | —          | —          | —          | —          | —          | —          | 39         | —          | 80         | 33         | Born to Be Free  |
| 2004 | "Another World" (con Tomcraft)                      | —          | —          | —          | —          | —          | —          | —          | 57         | —          | —          | 75         | On Kosmo         |
| 2005 | Why                                                 | —          | —          | —          | —          | —          | —          | —          | 90         | —          | —          | —          | On Kosmo         |
| 2006 | Sleezy                                              | —          | —          | —          | —          | —          | —          | —          | —          | —          | —          | —          | On Kosmo         |
| 2009 | Better Than That                                    | —          | —          | —          | —          | —          | —          | —          | —          | —          | —          | —          | Sweet Vibrations |
| 2009 | World Of Change                                     | —          | —          | —          | —          | —          | —          | —          | —          | —          | —          | —          | Sweet Vibrations |
| 2010 | Only you (con Paul Morell)                          | —          | —          | —          | —          | —          | —          | —          | —          | —          | —          | —          |                  |
| 2010 | Don't Give A Damn                                   | —          | —          | —          | —          | —          | —          | —          | —          | —          | —          | —          |                  |
| 2010 | Givin It Up                                         | —          | —          | —          | —          | —          | —          | —          | —          | —          | —          | —          |                  |
| 2011 | What You're Doin'                                   | —          | —          | —          | —          | —          | —          | —          | —          | —          | —          | —          |                  |
| 2011 | Tonight'                                            | —          | —          | —          | —          | —          | —          | —          | —          | —          | —          | —          |                  |
| 2013 | Carry On (con Johnny Gerontakis)                    | —          | —          | —          | —          | —          | —          | —          | —          | —          | —          | —          |                  |
| 2017 | Don't Put Me Down                                   | —          | —          | —          | —          | —          | —          | —          | —          | —          | —          | —          |                  |
| 2017 | Feels So Good (Con Ramiro)                          | —          | —          | —          | —          | —          | —          | —          | —          | —          | —          | —          |                  |
| 2018 | Melody (Con Mauro Picotto)                          | —          | —          | —          | —          | —          | —          | —          | —          | —          | —          | —          |                  |
| 2019 | Shake (feat. Power of Muzik)                        | —          | —          | —          | —          | —          | —          | —          | —          | —          | —          | —          |                  |